# No Lullaby
No Lullaby è una canzone del 1978 dei Jethro Tull, presente nell'album Heavy Horses e composta da Ian Anderson.